# Verein für Raumschiffahrt
La Verein für Raumschiffahrt E.V. (abrégé VfR, « Association pour la Navigation Spatiale » en allemand) était une association d'amateurs passionnés par les fusées et les vols spatiaux, active en Allemagne de 1927 à 1934. Elle rassembla parmi les plus importants ingénieurs des débuts de la conquête de l'espace. 
L'association est fondée le 5 juillet 1927 à 18h30 dans le Wirtshaus (taverne) "zum goldnen Zepter" à Schmiedebrücke 22, Breslau (actuellement Wrocław) par Johannes Winkler qui en deviendra son premier président. Autres 5 membres fondateurs : Max Valier, Rektor Fuhrmann, cand. chem. Jakubowicz, Dipl.-Ing. Sauer et Walter Neubert. Les membres les plus connus de la VfR seront : Willy Ley, Hermann Oberth, Rudolf Nebel, Walter Hohmann, Guido von Pirquet, Eugen Sänger, Franz von Hoeft, Kurt Hainnish, Klaus Riedel, Rolf Engel et Wernher von Braun.
En 1930, le VfR acheta un terrain près de Berlin, juste à côté de l'aéroport Flughafen Berlin Tegel, destiné à des expériences de fusées. Au cours des trois années suivantes, ils ont expérimenté des machines de plus en plus puissantes. La première série Mirak, peu réussie, a été remplacée par la série améliorée de missiles Repulsor, dont les plus gros exemplaires avaient une portée de 1 km.
Cherchant des fonds, elle présente ses travaux à Walter Dornberger, capitaine de l'armée allemande. Celui-ci est intéressé par les fusées de l'association, propose l'aide de l'armée à condition que les résultats soient réservés à l'armée. Le rapprochement ne se fait finalement pas. Finalement, l'arrivée du parti nazi au pouvoir signe la fin de l'association en interdisant les expérimentations sur les fusées aux civils. Certains des membres de l'association, comme Wernher Magnus Maximilian Freiherr von Braun (connu comme Wernher von Braun), rejoindront l'armée pour pouvoir continuer leurs recherches.
L'association éditait une revue, "Die Rakete", Zeitschrift für Raumschiffahrt (magazine de navigation spatiale).

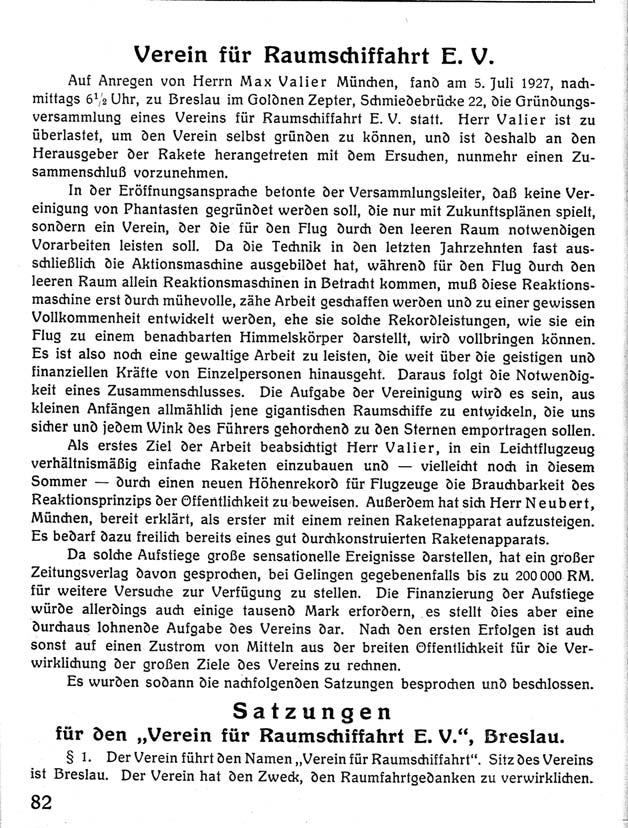
acte de fondation de l'Association le 5 juillet 1927 à 18h30

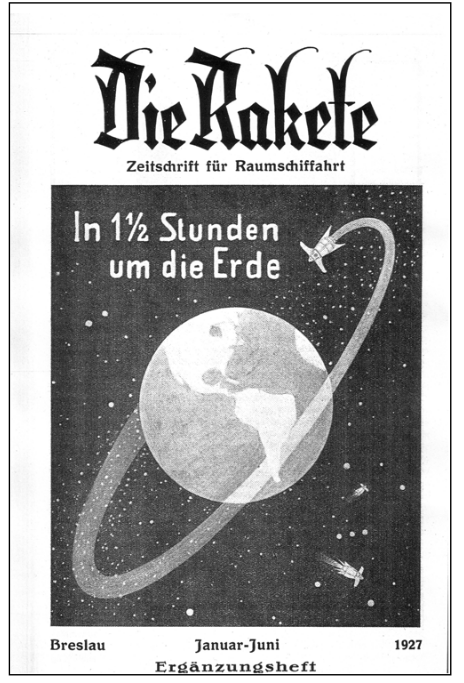
Die Rakete, Magazine de Navigation Spatiale

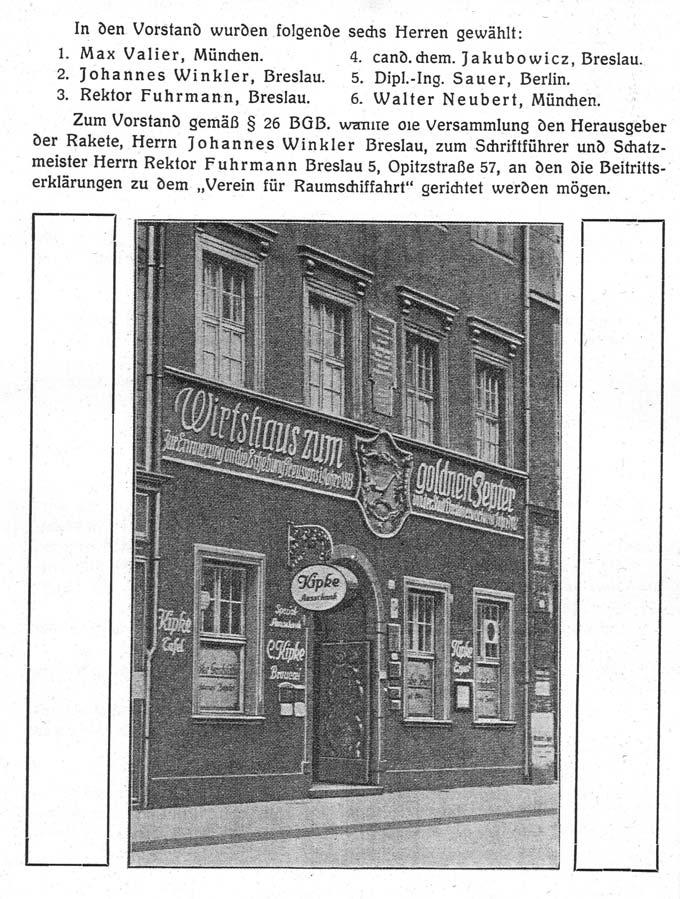
Wirtshaus (taverne) "zum Goldnen Zepter" à Schmiedebrücke 22, Breslau (actuellement Wrocław)

Les activités de cette association cesseront dès 1934 à cause de difficultés financières.